# Echidnopsis mariae
Echidnopsis mariae är en oleanderväxtart som beskrevs av J.J. Lavranos. Echidnopsis mariae ingår i släktet Echidnopsis och familjen oleanderväxter. Inga underarter finns listade i Catalogue of Life.